# William Wallinder
Carl William Wallinder, född 28 juli 2002 i Sollefteå, är en svensk professionell ishockeyspelare som spelar för Rögle BK i SHL. 